# Butch Cassidy and the Sundance Kid
Butch Cassidy and the Sundance Kid (Brasil: Butch Cassidy / Portugal: Dois Homens e um Destino) é um filme norte-americano de 1969, dirigido por George Roy Hill. É estrelado por Paul Newman e Robert Redford.

## Sinopse
Butch Cassidy e Sundance Kid são dois ladrões e ganham a vida assim. Certo dia assaltam um comboio de uma pessoa muito importante, que não dá tréguas aos dois amigos e contrata um grupo de cowboys comandado por um xerife incorruptível. A dupla faz de tudo para escapar, até que num ato de desespero fogem para a Bolívia.

## Elenco
- Paul Newman como Butch Cassidy
- Robert Redford como Sundance Kid
- Katharine Ross como Etta Place
- Strother Martin como Percy Garris
- Henry Jones como Bike Salesman
- Jeff Corey como o xerife Steve Bledsoe
- George Furth como Woodcock
- Cloris Leachman como Agnes
- Ted Cassidy como Harvey Logan
- Kenneth Mars como Marshal
- Donelly Rhodes como Macon [3]

## Principais prêmios e indicações
Oscar 1970 (Estados Unidos)
- Venceu nas categorias de melhor roteiro original, melhor fotografia, melhor trilha sonora e melhor canção original (Raindrops Keep Fallin' on My Head, interpretada por B. J. Thomas).
- Recebeu ainda outras três indicações, nas categorias de melhor filme, melhor diretor e melhor som.

Globo de Ouro 1970 (Estados Unidos)
- Venceu na categoria de melhor trilha sonora.
- Recebeu outras três indicações, nas categorias de melhor filme - drama, melhor canção original (Raindrops Keep Fallin' on My Head) e melhor roteiro.

BAFTA 1971 (Reino Unido)
- Venceu nas categorias de melhor filme, melhor diretor, melhor ator (Robert Redford), melhor atriz (Katharine Ross), melhor fotografia, melhor trilha sonora, melhor roteiro e melhor edição.
- Recebeu ainda mais uma indicação, na categoria de melhor ator (Paul Newman).

Grammy 1970 (Estados Unidos)
- Venceu na categoria de melhor trilha sonora composta para um filme ou programa de televisão.

Prêmio Eddie 1970 (American Cinema Editors, EUA)
- Indicado na categoria de melhor edição.Referências

1. ↑  AdoroCinema, Butch Cassidy, consultado em 22 de julho de 2024
2. ↑  «"Butch Cassidy", de George Roy Hill | IMS Poços». Instituto Moreira Salles. Consultado em 22 de julho de 2024
3. ↑  «Butch Cassidy (Filme), Trailer, Sinopse e Curiosidades - Cinema10». cinema10.com.br. Consultado em 22 de julho de 2024